# 安泰河
安泰河位于福州市鼓楼区中心，是福州市市区东西走向的一条主要内河，属于闽江的一条支流。

## 概况
安泰河全长2.52公里，其河水从琼东河入古仙桥下，经武安桥(秀冶巷口)、津门桥(古罗城兼济桥)。福枝桥、新桥(两桥均在朱紫坊)至安泰桥(古罗城利涉门桥)，复经澳门桥(古罗城清远门桥)、虹桥(在光禄坊南，俗名吉佛亭桥)、仓桥、金斗桥(古罗城金斗门桥)至观音桥与西水关之水交汇，再由观音桥流至太平桥与白马河相通。

## 历史变迁
前身是五代时闽王王审知所建罗城的护城河，在历史上曾是福州城区运河交通的总枢纽。民国时期，安泰河河水尚能饮用，水上运输也很发达，中华人民共和国成立后，由于城市发展，污水排入，河床逐渐淤塞，至1958年便已不通船只。1986年，经整治，彻底清除了沿河垃圾，又清除了河中积淤，挖深河床。